# Ешеј
Ешеј (фр. Eycheil) насеље је и општина у јужној Француској у региону Миди Пирене, у департману Арјеж која припада префектури Сен Жирон.
По подацима из 2011. године у општини је живело 569 становника, а густина насељености је износила 119,29 становника/km². Општина се простире на површини од 4,77 km². Налази се на средњој надморској висини од 390 метара (максималној 1.240 m, а минималној 402 m).

## Демографија
| 1962. | 1968. | 1975. | 1982. | 1990. | 1999. | 2011. |
| ----- | ----- | ----- | ----- | ----- | ----- | ----- |
| 529   | 604   | 601   | 554   | 543   | 500   | 569   |

График промене броја становника у току последњих година